# Правни факултет Универзитета Унион
Правни факултет Универзитета Унион у Београду (скраћено ПФУУБ) је високошколска установа основана 2001. године под називом Факултет за пословно право. Године 2002. почиње са радом у саставу Универзитета Унион. Регистрован је решењем Министарства просвете и спорта Републике Србије од 1. новембра 2001.

## Мисија и циљ
Основни задатак који је Факултет поставио у свом раду је да припреми студенте/киње да постану одговорни професионалци и професионалке, лидери и лидерке у обављању правних послова, пословном окружењу, државним органима и у приватном животу, као и да учествују у изграђивању права и правних институција у друштву.
Основни циљ Факултета је да постане академски центар, познат како у националним, тако и у међународним оквирима по високом квалитету наставе и научноистраживачког рада, али и активан у процесима развоја Србије и региона.

### Основне вредности
Преносећи студентима и студенткињама правничка знања и вештине и припремајући их за правничку професију, Факултет кроз све своје активности покушава да промовише основне вредности демократске политичке културе – пре свега културу толеранције, аргументованог дијалога и етичног поступања.
Факултет је посвећен неговању академских и научних слобода.
У свакодневном раду Факултета се подстиче размена мишљења и идеја, и култура научног рада међу запосленима и студентима.
Коначно, Факултет стимулише, креативност и иновативност студената и студенткиња и отворен је и спреман да подржи њихове идеје и иницијативе.

### Предности факултета
Када дипломирани студент склопи корице индекса, у њему је од укупног броја изучених дисциплина више правних предмета неголи што је уобичајено на правним факултетима.
Правни факултет Универзитета Унион у Београду се препознаје по модерном начину изучавања правних дисциплина који укључује спој теоријске и практичне наставе. Факултет се разликује од других правних факултета по томе што се на овом факултету поред стандардних правних дисциплина, изучавају и модерне дисциплине као што су право ЕУ,медијско право, медицинско право, правна етика, еколошко право, право информационих технологија, права детета итд.
Студијски програми су конципирани и усаглашени са одговарајућим програмима европских факултета.
На Факултету предају еминентни професори и истакнути правни стручњаци из праксе укључујући проф. др х.ц. Владимира Водинелића, проф. др Весну Ракић-Водинелић, проф. др емеритус Момчила Грубача, проф. др Драгољуба Поповића, проф. др Јакова Радишића, проф. др Зорана Ивошевића као гостујућег професора, проф. др Богољуба Милосављевића, проф. др Душана Китића, проф. др Златка Стефановића и др.
Препознатљив допринос у настави даје и група младих наставника која се школовала на престижним иностраним факултетима као што су London School of Econimics, Sorbonne, Columbia University, Central European University, University of Connecticut, University of Leicester и др.
Наставници овог факултета представљају Србију у радним телима УН, Савета Европе и европским стручним организацијама. Професор овог факултета је и први судија представник Србије у Европском суду за људска права – проф. др Драгољуб Поповић.
Камерном природом Факултет обезбеђује узорну доступност професора и асистената студентима.

## Студије
Факултет врши упис на:
- студије првог степена (основне академске студије),
- студије другог степена (дипломске академске студије) МАСТЕР,
- специјалистичке академске студије и
- студије трећег степена (докторске академске студије)

### Основне студије
Основне студије трају три или четири школске године. Окончавају се када студент/киње положи све обавезне и изборне предмете студијског програма за који се определио/ла и стекне 180 или 240 ЕСП бодова. Окончањем основних студија студент стиче академски назив: правник или дипломирани правник.
Сврха овог студијског програма је да се студенти/киње оспособе за професију правника. Сачињен је тако да укључује различите правне и пратеће дисциплине потребне не само да би се разумело право и његова улога у друштву, већ и да би се развиле способности критичког размишљања, дискусије и примене права. Поред теоријског, доктринарног и нормативног изучавања права, студенти/киње стичу практична знања и искуства кроз сарадњу са различитим институцијама и обављање стручне праксе.
На првој години студија изучавају се само обавезни предмети, док се од друге године студије уводе изборни предмети. Предмет који није изабран као изборни на једној години може се изабрати као изборни на наредној, уз остале понуђене на тој години. Оваква структура студијског програма осигурава са једне стране, да сви студенти стекну чврсту заједничку основу правничког знања, а са друге оставља могућност да студенти/киње изучавају области права за које су више заинтересовани и за које постоје посебне друштвене потребе. То им омогућава и да се у каснијем усавршавању – на дипломским и постдипломским студијама – специјализују за специфично подручје права.
Настава се изводи кроз предавања и вежбе. Поред тога, студенти/киње се у оквиру појединих предмета обучавају и на пракси у судовима, органима државне управе, адвокатским канцеларијама, научним институтима и правним клиникама. Студенти/киње факултета учествују на такмичењима из симулације суђења, односно других начина одлучивања, чиме добијају прилику да примене и провере знања стечена из појединих предмета или група предмета. Студенти/киње се уче правничким вештинама, као и техникама писања правних аката. Коначно, подстиче се самостални рад студената путем израде семинарских радова, уз надзор и индивидуалну поуку ментора. Све ове активности вреднују се као предиспитне обавезе, у складу са студијским програмом.
Студенти/киње треће или четврте године (у зависности од студијског програма) стичу статус апсолвента по завршетку школске године, односно 30. септембра текуће године.
Наредних 6 месеци – до 31. марта наредне године – а од 1. априла се плаћа четвртина школарине за наредних 6 месеци. Апсолвентски стаж се може продужити за период од најдуже две године.

### Мастер студије
Мастер студије трају једну школску годину – 2 семестра. По завршетку студија стиче се назив дипломирани правник – мастер, са означењем смера. Студије се вреднују са 60 ЕСП бодова у складу са Болоњском декларацијом.
Сврха овог студијског програма је да омогући студентима да се оспособе за професију дипломираног правника – мастера, за развој и примену научних и стручних достигнућа из области права, праксе и примене научних и доктринарних достигнућа, као и за полагање правосудног испита.
У оквиру једног студијског програма дипломских студија, студенти могу бирати између два модула – међународно привредноправног и европског права. Неколико предмета су заједнички за оба модула и они дају студентима неопходну теоријско-методолошку основу за писање мастер рада и чврсту основу знања из области које су од кључног значаја за разумевање развоја правне науке и праксе у модерном друштву. Модули су одређени тако да обухватају најактуелније области права и задовоље потребе за стручњацима са јасно профилисаним теоријским и практичним знањима.
Заједнички предмети се изучавају у зимском семестру, а изборни предмети са модула у летњем, тако да се оставља довољно времена за писање мастер рада у току летњег семестра, а студентима је претходно дата теоријска и методолошка основа за његову израду.
Настава се састоји од предавања и вежби. На вежбама се посебна пажња посвећује практичној примени прописа на конкретне случајеве, у циљу обучавања студената и за правну анализу и за поступање у предметима. У оквиру предавања и вежби студенти се подстичу да користе стручну литературу, прописе и судску праксу и Интернет базе података на страним језицима. Овакав приступ студентима олакшава писање мастер рада, као и практичан рад у савременом вишејезичном друштвеном и правном окружењу.
На мастер студијама се израђује и завршни – мастер рад – који доноси 20 ЕСПБ.

### Специјалистичке студије
Специјалистичке академске студије трају једну школску годину – 2 семестра. По завршетку студија стиче се академски назив: специјалиста академских студија са означењем смера, а студије се вреднују са 60 ЕСП бодова у складу са Болоњском декларацијом.
Сврха овог студијског програма је да омогући студентима да се оспособе за развој и примену научних и стручних достигнућа из области права, праксе и примене научних и доктринарних достигнућа, а нарочито за практичан рад из области које су изучаване током специјалистичких студија. Факултет организује специјалистичке студије у два модула – јавно бележништво и медицинско право.
Одређени број предмета заједнички је за оба модула. Изучавање ових предмета даје студентима неопходну теоријско-методолошку основу за писање специјалистичког рада, као и чврсту основу знања из области људских права, која је од изузетног значаја у теорији и пракси модерног права. Модули у оквиру студијског програма су одређени тако да омогућавају усмеравање у изучавању две групе предмета за којима постоји нарочито изражена друштвена потреба – јавно бележништво и медицинко право. У оквиру сваког модула понуђена су по три предмета. Студенти су такође обавезни да током студија израде завршни специјалистички рад. Као и на мастер студијама, заједнички предмети се изучавају у зимском семестру, а изборни у летњем, а настава се састоји од предавања и вежби.

### Докторске студије
Настава на докторским студијама траје 6 семестара. Студије се вреднују са 180 ЕСП бодова у складу са Болоњском декларацијом. Окончањем свих наставних обавеза и одбраном докторске дисертације се стиче право на промоцију у научни степен доктора наука.